# Фишер, Гуго Антон
Гуго Антон Фишер (англ. Hugo Anton Fisher; 1854, Кладно, Богемия — 1916, Аламида, Калифорния, США) — американский художник-пейзажист, акварелист.

## Биография
Родился Богемии в семье с глубокими художественными традициями. Его дед и отец, а также сыновья Гуго Мелвиль и Гариссон были известными художниками.
Первые уроки живописи получил у отца. В 20-летнем возрасте эмигрировал в США. В 1874 г. поселился в Нью-Йорке.
В 1886 г. вместе с женой переехал в Калифорнию в г. Аламида. Создал студию в Сан-Франциско и постоянно добираясь туда на пароме, делал акварельные пейзажные зарисовки местных окрестностей, болот, речек, пасущихся коров.
В 1894 г. переселился на Гавайи и открыл с Гонолулу собственную мастерскую, однако в конце 1896 года он оставил Гавайи вернулся на материк.
Работы Гуго Фишера пользовались большой популярностью, особенно, написанные маслом. Большое количество картин художника погибло при землетрясении в Сан-Франциско в 1906 г.
В настоящее время уцелевшие работы Гуго Антона Фишера являются очень ценными, пользуются большим спросом у коллекционеров. Так, одна из больших картин маслом с видом Гавайев на аукционе Butterfields была продана почти за $40 000.
Работы художника хранятся в Музее изобразительных искусств Сан-Франциско, Оклендском музее Калифорнии и частных коллекциях.

## Работы

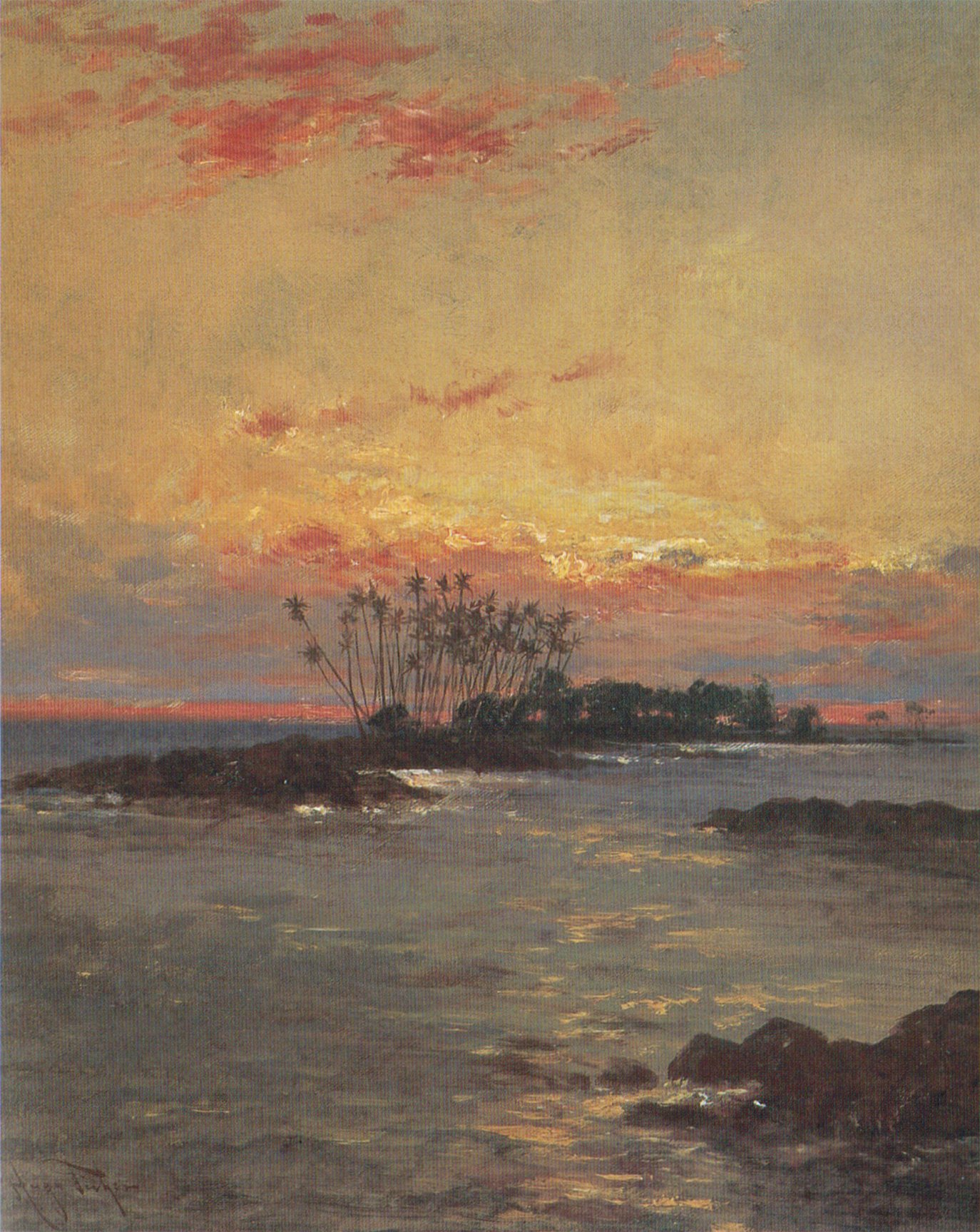
Восход солнца, Хило Бей, 1896
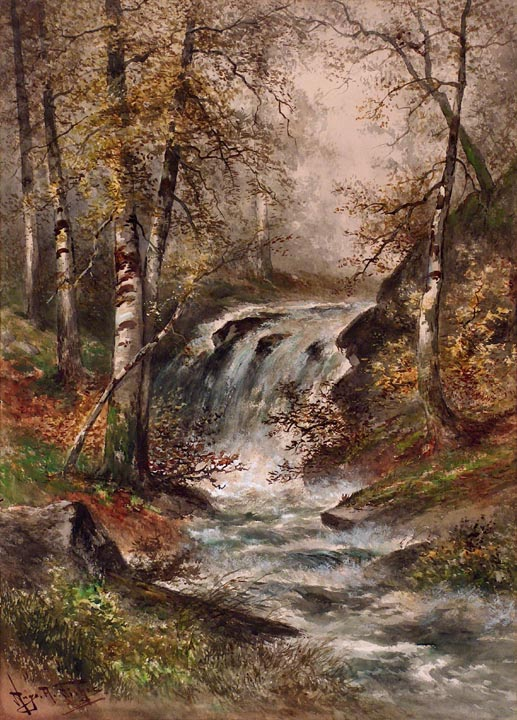
Пейзаж с водопадом. Акварель
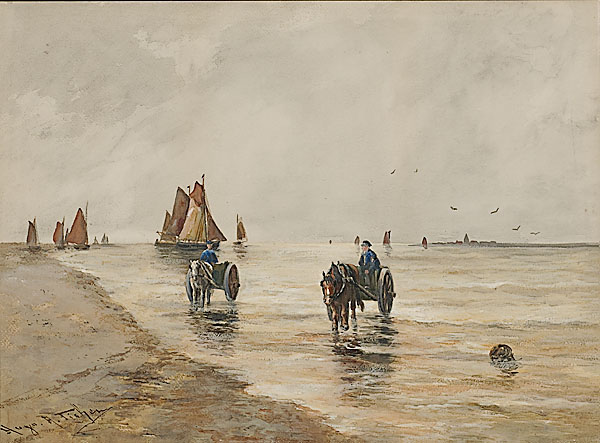
Пейзаж побережья Калифорнии. Акварель